# بنی گرین (بازیکن فوتبال)
بنی گرین (انگلیسی: Benny Green; ۲۳ فوریهٔ ۱۸۸۳ – ۲۶ آوریل ۱۹۱۷) بازیکن فوتبال اهل پادشاهی متحد بریتانیای کبیر و ایرلند بود.
از باشگاه‌هایی که در آن بازی کرده‌است می‌توان به باشگاه فوتبال پرستون نورث اند، باشگاه فوتبال بارنزلی، باشگاه فوتبال بلکپول، باشگاه فوتبال بیرمنگام سیتی، و باشگاه فوتبال برنلی اشاره کرد.